# F.C. De Kampioenen (televisieserie)
F.C. De Kampioenen is een komische televisieserie van de VRT die bedacht werd door Luc Beerten, Willy Vanduren en Bruno Raes. De serie draait rond de belevenissen van een slecht presterende café-voetbalploeg, F.C. De Kampioenen, met een focus op de leefwereld van enkele spelers uit het team. De eerste aflevering van de sitcom werd op 6 oktober 1990 uitgezonden. In 2011 kwam er een einde aan de serie, maar naar aanleiding van het dertigjarige jubileum van de reeks plande Eén om acht nieuwe afleveringen uit te zenden in 2021. Door het overlijden van Johny Voners (Xavier Waterslaeghers) werd het nieuwe seizoen echter uitgesteld en was het lang niet zeker of er nog nieuwe afleveringen zouden komen. Uiteindelijk werd beslist om het tweeëntwintigste seizoen te schrappen, maar in plaats daarvan een kerstspecial te maken ter ere van Voners en het dertigjarige bestaan. De kerstspecial duurde anderhalf uur en werd voor het eerst uitgezonden op 25 december 2020. De serie wordt nog regelmatig heruitgezonden.
Naast een televisieserie, is er sinds 1997 ook een gelijknamige stripreeks. In 2013, twee jaar na het einde van de serie, kwam een eerste langspeelfilm op het witte doek, Kampioen zijn blijft plezant. Twee jaar na de eerste film kwam er een tweede film ter ere van het 25-jarig bestaan van de serie, Jubilee General. Een derde film, Forever, kwam uit op 20 december 2017 en een vierde film, Viva Boma, kwam op 18 december 2019 in de cinema.
Na de kerstspecial van 2020 besloten de acteurs om de reeks definitief stop te zetten. In september 2021 liep er een vierdelige documentairereeks over de serie onder de naam Voor altijd Kampioen.

## Verhaal
De serie draait rond de belevenissen van een slecht presterende café-voetbalploeg, genaamd F.C. De Kampioenen, met een focus op de leefwereld van enkele gezichten uit het team. De meeste scènes spelen zich af in het clublokaal, de woonsten van de hoofdpersonages en het handelspand van de buurman. Soms wordt er door middel van buitenopnames ook uitgeweken naar het voetbalveld of een andere locatie. In aflevering 8 van seizoen 1 was te zien dat het adres op een brief gericht aan Bieke Crucke gelegen is te Emblem, wat erop wijst dat de leefwereld van F.C. De Kampioenen zich waarschijnlijk in Emblem situeert.
Het merendeel van de afleveringen haalt zijn humor en verhaalverloop uit een misverstand, dat in veel gevallen wordt veroorzaakt door de stereotiepe nieuwsgierigheid van het personage Carmen Waterslaeghers. Naast het misverstand-scenario zijn er veel afleveringen waarin Balthasar Boma het veld en het café wil verkopen omdat hij ruzie heeft met zijn ploeg, waarbij de Kampioenen dat proberen te verhinderen. Een ander terugkerend scenario is dat de mannen tegen hun vrouwen liegen om zich te amuseren zonder hen erbij. Dit wordt altijd ontmaskerd, waarna de vrouwen wraak nemen op hun partners. Soms duiken ook dialogen op met een seksuele ondertoon, al worden deze – gezien het een familieserie is – nooit expliciet. De personages spreken tussentaal.
Een constant element in de serie is de vijandige buurman, die geldt als de belangrijkste tegenspeler van de andere hoofdpersonages. Dit personage voelt zich op meerdere vlakken gehinderd door de voetbalploeg en ziet ze dan ook liever vertrekken. In de eerste jaargangen wordt deze rol ingevuld door de garagist Dimitri De Tremmerie (DDT), gespeeld door Jacques Vermeire. Hij wordt in seizoen 9 opgevolgd door restauranthouder Bernard Theofiel Waterslaeghers (BTW), gespeeld door Jakob Beks, en vanaf seizoen 11 ten slotte door antiekverkoper Fernand Costermans, gespeeld door Jaak Van Assche.

### Start van de serie
In het eerste seizoen werd er op de leefwereld van enkele gezichten uit het team gefocust: de voorzitter Balthasar Boma, de trainer Oscar Crucke en zijn vrouw Pascale De Backer en dochter Bieke Crucke, de spits Pico Coppens en zijn vrouw Doortje Van Hoeck, de keeper Xavier Waterslaeghers en zijn vrouw Carmen Waterslaeghers en de buurman Dimitri De Tremmerie.
Boma is de PDG van de Boma Vleesindustrie nv. Naast voorzitter is hij ook nog sponsor van de ploeg. Hij is eigenaar van het veld, het café en Radio Hallo. Zijn persoonlijkheid zorgt af en toe voor problemen en hij komt het vaakst in conflict met Oscar en Pico. Oscar is de trainer van de ploeg en daarnaast samen met zijn vrouw uitbater van het stamcafé van de Kampioenen. In het begin kennen Oscar en Pascale enkele relatieproblemen, maar ze kiezen na een tijdje terug voor elkaar. Hun dochter Bieke is een echte tiener en kan soms voor discussies zorgen binnen het gezin. Pascale en Bieke kunnen het goed vinden met twee andere voetbalvrouwen, Carmen en Doortje. Carmen is poetsvrouw bij Boma en Doortje is boekhoudster bij DDT. Hun beider mannen spelen bij de Kampioenen. Pico is de beste speler van de ploeg. Xavier daarentegen is een ramp als keeper. Naast voetballen geeft Pico les en repareert in het zwart tv-toestellen. Xavier is beroepsmilitair, maar raakt niet verder dan de rang sergeant. Naast het veld en het café woont de garagist DDT. Vaak verenigen de Kampioenen zich tegen hem als hij pesterijen met hen uithaalt.
Tijdens de eerste seizoenen worden de humoristische situaties vaak vermengd met dramatische facetten, wat maakt dat de personages op dat moment in ruime mate uit het echte leven gegrepen lijken. Zo vormt op dat moment onder meer de nakende affaire tussen Balthasar Boma en Pascale De Backer een niet-komische rode draad, alsook de zorgen die Pascale en Oscar hebben omtrent hun opgroeiende tienerdochter Bieke en het geflirt van Pico, wat later werd aangewend om het personage uit de reeks te schrijven. In de latere jaargangen verdwijnen dit soort nuances veelal naar de achtergrond en zijn de (verhoudingen tussen de) personages sterk afgevlakt. Er wordt vanaf dan veelal met stereotypes gewerkt ("de domme", "de slimme", "de tegenstander") en met situaties en uitdrukkingen die op constante basis terugkeren en hun humor vooral halen uit de veelvuldigheid waarmee ze gebruikt worden.

### Verdere ontwikkelingen
Na vier seizoenen verlaten Pico en Oscar de rest van de Kampioenen. Pico is vertrokken met zijn nieuwe vriendin, Ria De Stekker, en Oscar is naar Kathmandu, Nepal, getrokken om er te verblijven in een sekte, de Hare Krishna's. Ondertussen komt er een nieuw personage de Kampioenen vergezellen, Pol De Tremmerie. Pol is een neef van DDT die vijf jaar in Afrika heeft gewerkt als ontwikkelingshelper en nu in België komt wonen. Nu er geen trainer meer is door het vertrek van Oscar, is Boma tijdelijk trainer-voorzitter geworden, maar zijn streng bewind zorgt voor vele problemen binnen en buiten de ploeg. Om deze problemen op te lossen wordt Xavier de nieuwe trainer; Marc Vertongen gaat Xavier vervangen in het doel en Pol wordt de nieuwe spits.
In tussentijd worden de relaties tussen Bieke en Marc en tussen Pol en Doortje steeds hechter. Zowel Marc als Pol gaan bij hun lief inwonen. Soms ontstaan er weleens wat problemen tussen de koppels, maar deze worden meestal weer snel opgelost. Na de breuk tussen Pascal en Oscar loopt Boma graag achter Pascale aan, maar meer dan een knipperlichtrelatie tussen hen zal het nooit worden.
In seizoen 8 wordt DDT gearresteerd vanwege fraude. Hierdoor gaat zijn moeder, Georgette "Ma DDT" Verreth, de garage verkopen. Bieke en Boma zijn kandidaat-kopers, maar uiteindelijk wordt de garage verkocht aan Bernard Theofiel Waterslaeghers (BTW), de neef van Xavier. Hij wil er een toprestaurant van maken, maar een succes zal het nooit worden. Aanvankelijk wil BTW alles alleen doen, maar na een tijdje neemt hij Doortje in dienst om hem te helpen met de zaal en de boekhouding. Na twee jaar komt er einde aan het restaurant van BTW. Doordat er geen volk over de vloer komt en hij geen geld meer krijgt van zijn vader komt hij in financiële problemen. Hij verkoopt zijn restaurant aan Fernand Costermans, die er een antiekzaak van maakt. Door het vertrek van BTW is Doortje weer werkloos, maar ze kan al snel terug aan de slag als secretaresse bij Boma.
Op vlak van de liefde blijven de Kampioenen ook niet stil zitten. In seizoen 15 vraagt Marc Bieke ten huwelijk. Na hun huwelijk willen de twee graag aan een kindje beginnen, maar dit loopt niet van een leien dakje. Na drie jaar slaagt Bieke er eindelijk in om zwanger te worden. Op het einde van het seizoen bevalt ze van een meisje, Paulien Vertongen. Ook Pascale vindt opnieuw liefde in haar leven. Ze zet definitief een punt achter het geflirt met Boma en begint een relatie met Maurice de Praetere. Ook Boma vindt uiteindelijk zijn ware liefde, Goedele Decocq, in seizoen 19. Aanvankelijk zijn ze elkaars tegenpolen, maar ze beginnen toch een relatie met elkaar. Af en toe komt haar zoon, Ronald Decocq, eens over de vloer bij de Kampioenen. Later wordt hij zelfs de nieuwe spits van de ploeg.
Op het einde van het 21ste en tevens laatste seizoen trouwen zowel Pascale en Maurice als Boma en Goedele.

## Uitzendingen
De eerste aflevering van F.C. De Kampioenen, die de naam De nieuwe truitjes kreeg, werd uitgezonden op 6 oktober 1990 op de Vlaamse openbare omroep BRT (nu VRT). In een van de eerste scènes van F.C. De Kampioenen trapt Oscar Crucke een bal door de ruit van de buurman en garagehouder Dimitri "DDT" De Tremmerie nadat de eerste op stang wordt gejaagd door Pico Coppens, die overigens als eerste in beeld wordt genomen: tijdens een opwarmingsoefening die voorafgaat aan een wedstrijd tegen F.C. De Spuiters, de ploeg van de brandweer. Oscar, die in een oranje overall de lijnen kalkt, trapt de bal kwaad weg. De ruit van DDT overleeft de klap niet. DDT stormt naar buiten en roept "Zal 't gaan, ja!?" Het was de geboorte van een in het Vlaamse televisielandschap iconische catchphrase en running gag. Er zouden daarna namelijk nog vele ruiten sneuvelen bij DDT.
Luc Beerten, toenmalig scripteditor en met begeleidende regisseur Willy Vanduren en uitvoerend producent Bruno Raes concepthouder, zei dat het publiek moest beslissen wat er op langere termijn met de reeks gebeurt. Volgens hem waren de reacties van de personen die al met de reeks geconfronteerd werden bemoedigend. Terecht bleek, want de reeks was meteen een succes; vooral door de rol van de toen erg populaire Jacques Vermeire. De eerste seizoenen van de serie werden opgenomen voor een live-publiek. Nadien werd gewerkt met een lachband, die telkens per individuele aflevering werd opgenomen bij een voorvertoning, die meestal plaatshad in het Amerikaans Theater in Brussel.
Vanaf de eerste reeks werd F.C. De Kampioenen uitgezonden op het eerste net van de BRT, TV1 (nu Eén); later werd de serie meermaals heruitgezonden.
Op 16 juni 2009 kondigde de VRT aan dat de serie na haar 21ste seizoen zou worden stopgezet. Op 15 december 2010 werd de laatste scène opgenomen. De laatste woorden hierin komen van het personage Balthasar Boma, met zijn catchphrase "Tournée générale, mijn gedacht!". Deze laatste aflevering werd op 8 januari 2011 ingelachen en verscheen op 26 februari 2011 op het tv-scherm.

## Personages

### Hoofdpersonages
| Personage                             | Acteur | Periode                    | Seizoenen | Afleveringen | Films        | Kerstspecial |
| ------------------------------------- | --- | -------------------------- | --------- | --- | ------------ | ------------ |
| Xavier Waterslaeghers                 | Johny Voners | 1990–2019                  | 1–21      | 1–273 | 1, 2, 3 en 4 | Nee          |
| Carmen Waterslaeghers                 | Loes Van den Heuvel                                                                                              | 1990–2020                  | 1–21      | 1–241, 244, 246–273 | 1, 2, 3 en 4 | Ja           |
| Balthasar Boma                        | Marijn Devalck                                                                                                   | 1990–2020                  | 1–21      | 1–273 | 1, 2, 3 en 4 | Ja           |
| Doortje Van Hoeck                     | Ann Tuts | 1990–2020                  | 1–21      | 1–101, 105–126, 131–258, 260–273 | 1, 2, 3 en 4 | Ja           |
| Pol De Tremmerie                      | Ben Rottiers | 1994–2020                  | 5–21      | 53–258, 260–273 | 1, 2, 3 en 4 | Ja           |
| Marc Vertongen                        | Herman Verbruggen                                                                                                | 1990, 1992–2020            | 1, 3–21   | 1, 3–4, 9, 11–13, 29, 36, 47–54, 56-72, 74-86, 88, 90–264, 266–273 | 1, 2, 3 en 4 | Ja           |
| Bieke Crucke                          | An Swartenbroekx                                                                                                 | 1990–2020                  | 1–21      | 1–6, 8–10, 12–16, 21–101, 105–132, 134–135, 138–264, 266–273 | 1, 2, 3 en 4 | Ja           |
| Pascale De Backer                     | Danni Heylen | 1990–2020                  | 1–21      | 1–273 | 1, 2, 3 en 4 | Ja           |
| Dimitri De Tremmerie (DDT)            | Jacques Vermeire                                                                                                 | 1990–1998, 2010, 2015–2020 | 1–8, 20   | 1–104, 260 | 2, 3 en 4    | Ja           |
| Oscar Crucke                          | Carry Goossens                                                                                                   | 1990–1993, 2015–2019       | 1–4       | 1–52 | 2, 3 en 4    | Nee          |
| Pico Coppens                          | Walter Michiels                                                                                                  | 1990–1993                  | 1–4       | 1–52 |              | Nee          |
| Nero                                  | Moestiek (1992–2001) Sloeber (2001–2004) Lily (2004–2011) Diverse hondjes (2013, 2015, 2017, 2019) Whisky (2020) | 1992–2020                  | 3–21      | 28–36, 38-41, 43, 46-47, 52-54, 58, 60-66, 68-71, 74, 76-77, 82-83, 85, 88, 90, 92, 94, 96-97, 101, 103-109, 111-113, 115, 118-121, 123-127, 129, 131-141, 143-148, 150-164, 166-241, 244, 246-253, 255-258, 260-273 | 1, 2, 3 en 4 | Ja           |
| Bernard Theofiel Waterslaeghers (BTW) | Jakob Beks | 1998–2000, 2019            | 9–10      | 105–130 | 4            | Nee          |
| Fernand Costermans                    | Jaak Van Assche                                                                                                  | 2000–2020                  | 10–21     | 129–138, 140-205, 207–257, 259–273 | 1, 2, 3 en 4 | Ja           |
| Maurice de Praetere                   | Tuur De Weert | 2003–2020                  | 13–21     | 168–173, 175–176, 179–182, 184, 186-187, 189, 191–195, 197-198, 200, 202-215, 217-225, 227-230, 233-244, 246-249, 252-253, 255–257, 259–273                                                                          | 1, 2, 3 en 4 | Ja           |
| Goedele Decocq                        | Machteld Timmermans                                                                                              | 2009–2020                  | 19–21     | 246–248, 250, 252, 255, 257, 259, 262–265, 267–269, 273 | 1, 2, 3 en 4 | Ja           |
| Ronald Decocq                         | Niels Destadsbader                                                                                               | 2010–2020                  | 20–21     | 250, 254–255, 258, 261–262, 264–267, 269, 271–273 | 1, 2, 3 en 4 | Ja           |

In de loop der jaren zijn er verschillende wijzigingen in de rolbezetting doorgevoerd. Marijn Devalck, Danni Heylen, Johny Voners, Loes Van den Heuvel, An Swartenbroekx en Ann Tuts zijn de enige acteurs die er al vanaf het begin bij waren. Ben Rottiers, Jaak Van Assche en Tuur De Weert kwamen er pas later bij. Herman Verbruggen speelde ook vanaf het begin mee in de serie, maar zijn personage was in de eerste vier reeksen slechts een nevenfiguur.
Hoofdrolspelers Carry Goossens en Jacques Vermeire maakten een overstap naar VTM, Walter Michiels werd ontslagen wegens wangedrag op de set en Jakob Beks werd uit de reeks geschreven omdat zijn personage niet populair genoeg was. Beks gaf later in een interview toe nooit gelukkig te zijn geweest met zijn rol als BTW in de serie. Dit weerhield de acteur echter niet om terug even op te duiken voor een scène in de vierde Kampioenenfilm.

### Gastpersonages
Onderstaande tabel geeft een overzicht van de gastpersonages in F.C. De Kampioenen.
| Personage             | Acteur | Periode                               | Seizoenen          | Afleveringen | Films        | Kerstspecial |
| --------------------- | --- | ------------------------------------- | ------------------ | --- | ------------ | ------------ |
| Bertha Boma           | Camilia Blereau | 1998, 2011                            | 9, 21              | 108, 273 |              |              |
| Bertha Boma           | De zus van Balthasar en werkelijke eigenaar van zijn imperium. Zijzelf runt met zus Barbara een kangoeroekwekerij in Australië.                   |                                       |                    | |              |              |
| Helga Botermans       | Kadèr Gürbüz | 2002, 2004, 2006, 2010, 2011          | 12, 14, 16, 20, 21 | 150, 181, 198, 256, 270 |              |              |
| Helga Botermans       | Een psychotherapeute die zich specialiseert in verschillende soorten gedragstherapie. Ze heeft ze echter zelf niet allemaal op een rij.           |                                       |                    | |              |              |
| Billie Coppens        | Diverse baby's | 1992–1993                             | 3–4                | 27, 29–31, 35, 39, 42, 46 |              |              |
| Billie Coppens        | Remco | 1994–1996                             | 5–7                | 56, 63, 65, 70, 79–80 |              |              |
| Billie Coppens        | Laurent Roose | 2001–2002                             | 11–12              | 142, 145, 148–149, 153 |              |              |
| Billie Coppens        | Rob Teuwen | 2002–2008, 2020                       | 13–18              | 161–162, 165, 167, 170, 172, 174, 176, 178, 180, 182, 185, 188, 191, 193–196, 198, 201, 204, 209, 215, 218, 220, 224, 226–227 |              | Ja           |
| Billie Coppens        | Zoon van Doortje en haar ex-man Pico. |                                       |                    | |              |              |
| Madeleine De Backer   | Denise Daems | 1996                                  | 7                  | 82 |              |              |
| Madeleine De Backer   | Leah Thys | 2000, 2005, 2009, 2011, 2013          | 11, 15, 19, 21     | 134, 195, 239, 273 | 1            |              |
| Madeleine De Backer   | De hautaine zus van Pascale. Ze zakt enkel voor speciale gelegenheden af naar de omgeving van de Kampioenen.                                      |                                       |                    | |              |              |
| Kolonel De Brandt     | Peter Van De Velde | 2008, 2009, 2011                      | 18, 19, 21         | 230, 237, 266 |              |              |
| Kolonel De Brandt     | De overste van Xavier na het vertrek van kolonel Vandesijpe.                                                                                      |                                       |                    | |              |              |
| Siska De Bruyn        | Els Trio | 2002                                  | 12                 | 149–150 |              |              |
| Siska De Bruyn        | Dienster in het café van Pascale. |                                       |                    | |              |              |
| Luitenant De Decker   | Bart Van Avermaet | 2008, 2011                            | 18–19, 21          | 230, 237, 266 |              |              |
| Luitenant De Decker   | Kordate luitenant in de kazerne waar Xavier werkt.                                                                                                |                                       |                    | |              |              |
| Sergeant De Kroet     | Dirk Vermiert | 1991–1995                             | 2, 3, 6            | 17, 31, 69 |              |              |
| Sergeant De Kroet     | Kordate sergeant in de kazerne waar Xavier werkt.                                                                                                 |                                       |                    | |              |              |
| Maman de Praetere     | Alice Toen (stem) | 2003                                  | 14                 | 173 |              |              |
| Maman de Praetere     | Suzanne Juchtmans | 2006, 2007                            | 16–17              | 208, 210–212, 215, 216, 218, 220, 221                                                                                         |              |              |
| Maman de Praetere     | De moeder van Maurice. Ze dook één keer op in beeld, voor de rest was enkel haar stem te horen.                                                   |                                       |                    | |              |              |
| Jos Dobbelare         | Marc Schillemans | 1997, 2001                            | 8, 11              | 92, 139 |              |              |
| Jos Dobbelare         | Baas van Publi-Time, het magazine waarvoor Bieke werkt.                                                                                           |                                       |                    | |              |              |
| Jérôme Dubois         | Michel de Warzee | 2000, 2005, 2009, 2011, 2013          | 11, 15, 19, 21     | 134, 195, 239, 273 | 1            |              |
| Jérôme Dubois         | De echtgenoot van Madeleine. Hij heeft een ernstig drankprobleem en brengt met zijn bijhorende jolige gedrag Madeleine vaak in verlegenheid.      |                                       |                    | |              |              |
| Saartje Dubois        | Ella Leyers | 2003–2006                             | 13–17              | 162, 170, 174, 176, 178, 180, 182, 187–188, 191, 194–196, 198, 206–209                                                        |              |              |
| Saartje Dubois        | Kleindochter van Jérôme en Madeleine en een tijd vaste vriendin van Billie.                                                                       |                                       |                    | |              |              |
| Pastoor Engelen       | Hugo Danckaert | 2003, 2005, 2009                      | 13, 15, 19         | 165, 195, 239 |              |              |
| Pastoor Engelen       | De pastoor van het dorp waar de serie zich afspeelt. Hij staat onder meer in voor het huwelijk van Marc en Bieke en voor het doopsel van Paulien. |                                       |                    | |              |              |
| Jean-Luc Grootjans    | Fred Van Kuyk | 1997, 2003, 2005–2011, 2013           | 8, 13, 15–21       | 93, 164, 187, 192, 205, 211, 223–224, 238, 245, 249, 258, 272–273                                                             | 1            |              |
| Jean-Luc Grootjans    | Voorzitter van voetbalploeg De Schellekes. |                                       |                    | |              |              |
| Jean Michelin         | Stef Van Litsenborgh | 1996–2001, 2004–2011                  | 6–11, 14–15, 17–21 | 76, 85, 104, 108, 129, 137, 141, 179, 195, 210, 216, 228, 243, 249, 252, 271                                                  |              |              |
| Jean Michelin         | Een van de politieagenten in het dorp waar de serie zich afspeelt. Hij kan het meestal goed vinden met de Kampioenen.                             |                                       |                    | |              |              |
| Truus Pinckers        | Vera Puts | 1991–1992, 1999, 2005                 | 2, 3, 9, 16        | 16, 28, 112, 200 |              |              |
| Truus Pinckers        | Psychiater en vroegere echtgenote van BTW. |                                       |                    | |              |              |
| Senne Stevens         | Ludo Hellinx | 2003, 2005, 2007, 2009                | 13, 15, 17, 19     | 160, 162, 183, 221, 237–238                                                                                                   |              |              |
| Senne Stevens         | Een collega en tevens goede vriend van Xavier. |                                       |                    | |              |              |
| Nicolas Van Bouwel    | Sven De Ridder | 2010                                  | 20                 | 251, 254 |              |              |
| Nicolas Van Bouwel    | Zingt samen met Doortje in het kerkkoor en is hopeloos verliefd op haar.                                                                          |                                       |                    | |              |              |
| Seppe Van De Kruis    | Daan Hugaert | 1995, 2000                            | 6, 10              | 69, 128 |              |              |
| Seppe Van De Kruis    | Een collega en tevens goede vriend van Xavier. |                                       |                    | |              |              |
| Kolonel Vandesijpe    | Ron Cornet | 1992, 1995, 1997, 1998–2000, 2002     | 3, 6–10, 12–13     | 31, 69, 86, 93, 96, 103, 106, 114, 117, 128, 130, 156–157                                                                     |              |              |
| Kolonel Vandesijpe    | Kolonel van de kazerne waar Xavier te werk is gesteld en een goede vriend van Boma.                                                               |                                       |                    | |              |              |
| Freddy Van Overloop   | Luk D'Heu | 2003–2004, 2006–2009, 2011, 2015-2020 | 13–14, 16–19, 21   | 167, 171, 175–177, 208–209, 217, 223, 236, 243–245, 271, 273                                                                  | 2, 3 en 4    | Ja           |
| Freddy Van Overloop   | Burgemeester van de plaats waar de serie zich afspeelt en een goede vriend van Boma.                                                              |                                       |                    | |              |              |
| André Van Roost       | Sjarel Branckaerts | 1998                                  | 9                  | 105 |              |              |
| André Van Roost       | Garagist en rechtstreekse concurrent van DDT. |                                       |                    | |              |              |
| André Van Tichelen    | Achiel Van Malderen | 1992–1993, 1997, 2001, 2005           | 3–4, 7, 12, 16     | 28, 43, 89, 146, 198 |              |              |
| André Van Tichelen    | De vaste dierenarts van Carmen en haar hondje Nero. Hij is tevens een goede vriend van Boma.                                                      |                                       |                    | |              |              |
| Liliane Verhoeven     | Agnes De Nul | 1992, 1997, 1999, 2000, 2010          | 3, 7, 9–10, 21     | 29, 86, 114, 124, 263 |              |              |
| Liliane Verhoeven     | Schepen van het dorp waarin de serie zich afspeelt.                                                                                               |                                       |                    | |              |              |
| Georgette Verreth     | Jenny Tanghe | 1990, 1992–1993, 1995–1998, 2005–2006 | 1, 3–5, 7–9, 15–16 | 12, 33, 52, 65, 80, 92, 101–103, 105, 193, 201                                                                                |              |              |
| Georgette Verreth     | De moeder van DDT. |                                       |                    | |              |              |
| Marie-Paule Vertongen | Lea Couzin | 1997, 2003, 2005, 2009–2010, 2013     | 7, 14–15, 19–20    | 86, 171, 190–191, 195, 239, 253                                                                                               | 1            |              |
| Marie-Paule Vertongen | De echtgenote van Theo Vertongen en moeder van Marc. Zij is begrafenisonderneemster.                                                              |                                       |                    | |              |              |
| Paulien Vertongen     | Fien Saerens | 2008                                  | 18                 | 234 |              |              |
| Paulien Vertongen     | Diverse baby's | 2008–2010                             | 19–20              | 235, 237–240, 243, 245–251, 253, 255–260                                                                                      |              |              |
| Paulien Vertongen     | Luna Maryns | 2010–2011                             | 21                 | 264, 267, 273 |              |              |
| Paulien Vertongen     | Billie Verbruggen | 2013-2020                             |                    | | 1, 2, 3 en 4 | Ja           |
| Paulien Vertongen     | De dochter van Marc en Bieke. |                                       |                    | |              |              |
| Theo Vertongen        | Alex Cassiers | 1997, 2003, 2005, 2009–2010           | 7, 14–15, 19–20    | 86, 171, 190, 195, 239, 253                                                                                                   |              |              |
| Theo Vertongen        | De echtgenoot van Marie-Paule Vertongen en vader van Marc. Hij is begrafenisondernemer.                                                           |                                       |                    | |              |              |
| Firmin Voordeckers    | Jef Demedts | 2001, 2006, 2010                      | 11, 16, 21         | 140, 205, 262 |              |              |
| Firmin Voordeckers    | Rechter van een naburige stad. |                                       |                    | |              |              |
| Agnes                 | Maja Hendrickx | 2003, 2006–2007, 2009, 2011           | 13, 17–19, 21      | 167, 209, 223, 243, 271 |              |              |
| Agnes                 | De secretaresse en tevens minnares van burgemeester Freddy.                                                                                       |                                       |                    | |              |              |
| Fons                  | Ben Hemerijckx | 2005, 2007–2009                       | 15, 17–19          | 190, 215, 229, 232, 234, 247                                                                                                  |              |              |
| Fons                  | Een vriend van Fernand. |                                       |                    | |              |              |
| Fredje                | Lieven Van Gils | 2009–2011                             | 20–21              | 249, 258, 273 |              |              |
| Fredje                | Voetballer bij De Schellekes. |                                       |                    | |              |              |
| Jos                   | Wouter Van Lierde | 2008–2010                             | 19–20              | 237, 247, 260 |              |              |
| Jos                   | Vormt samen met agent Pol een politieduo in het dorp waar de serie zich afspeelt.                                                                 |                                       |                    | |              |              |
| Kaat                  | Greet Verstraete | 2002–2004                             | 12–14              | 152–154, 159–160, 162, 164–166, 169–170, 172–173, 175                                                                         |              |              |
| Kaat                  | Dienster in het café van Pascale na het vertrek van Siska.                                                                                        |                                       |                    | |              |              |
| Marijke               | Greet Rouffaer | 1990–1992, 2020                       | 1–3                | 1, 10, 14, 16, 31 |              | Ja (stem)    |
| Marijke               | Fotografe en journalist bij Radio Hallo. Verscheen in de eerste vier seizoenen iedere aflevering in beeld op de begingeneriek.                    |                                       |                    | |              |              |
| Minou                 | Myriam Mulder | 1997–2000, 2011                       | 7–11, 21           | 86, 98, 106, 111, 121, 123, 134, 265                                                                                          |              |              |
| Minou                 | Het favoriete meisje van Boma in The Pussycat, de nachtclub die hij geregeld bezoekt.                                                             |                                       |                    | |              |              |
| Mimi Vanstraelen      | Saartje Vandendriessche | 2002                                  | 12                 | 149 |              |              |
| Mimi Vanstraelen      | Sofie Mora | 2008                                  | 18–19              | 229, 237 |              |              |
| Mimi Vanstraelen      | Een meisje uit The Pussycat. |                                       |                    | |              |              |
| Pol                   | Peter Michel | 2002, 2008–2010                       | 12, 19–20          | 152, 237, 247, 260 |              |              |
| Pol                   | Vormt samen met agent Jos een politieduo in het dorp waar de serie zich afspeelt.                                                                 |                                       |                    | |              |              |
| Steven                | Joren Seldeslachts | 2003, 2005, 2007                      | 14–17              | 170, 191, 196, 198, 215 |              |              |
| Steven                | Een goede vriend van Billie. |                                       |                    | |              |              |
| Willeke               | Sandrine André | 2006–2007                             | 17                 | 211, 219 |              |              |
| Willeke               | De uitbaatster van het clublokaal van De Schellekes, een concurrerende voetbalploeg.                                                              |                                       |                    | |              |              |
| Pia Maria             | Isabel Leybaert | 1992, 1996, 1999                      | 3, 7, 10           | 33, 83, 122 |              |              |
| Pia Maria             | Een meisje uit The Pussycat. |                                       |                    | |              |              |
| Schepen Degrave       | Veerle Eyckermans | 2006, 2008                            | 17–18              | 210, 225 |              |              |
| Schepen Degrave       | Schepen van sport. |                                       |                    | |              |              |
| Jeroen                | Quentin Smits | 2007, 2008                            | 17–18              | 220, 226 |              |              |
| Jeroen                | Een goede vriend van Billie. |                                       |                    | |              |              |

### Cameo's
Een aantal bekende Vlamingen traden in een cameo op als zichzelf.
- Jean-Marie Pfaff (1991, 1999)
- Ronny Mosuse (1991, 2010)
- Constant Vanden Stock (1995)
- Eddy Wally (1999)
- Aimé Anthuenis (1999, 2005)
- Carl Huybrechts (2000)
- Johan Op de Beeck (2001)
- Marc Van Peel (2004)
- Jan Leyers (2004)
- Marcel Vanthilt (2004)
- Miguel Wiels (2005)
- K3 (2005)
- Dany Verlinden (2005)
- Freddy De Kerpel (2006)
- Ludo Dierckxsens (2007)
- Michel Wuyts (2007)
- Nicole & Hugo (2007)
- Evy Gruyaert (2007)
- Katja Retsin (2007)
- Frank Deboosere (2007)
- Helmut Lotti (2008)
- Robbe De Hert (2009)
- Debby Pfaff (2009)
- Lyndsey Pfaff (2009)
- Regi (2011)
- Frank De Bleeckere (2011)

- In de aflevering Bij Xavier (reeks 6) hernamen enkele acteurs uit het BRT-feuilleton De Collega's (1978–1981) hun rol: Bob Van Der Veken als directeur Paul Tienpondt, Jacky Morel als Hilaire Baconfoy, gangwachter eerste klas en Manu Verreth als classificeerder Jomme Dockx.
- In de aflevering Sinterklaas kampioentje (reeks 7) hernam Frank Dingenen zijn rol als André Buys uit Meester, hij begint weer! en Meester!.

## Afleveringen
Onderstaande tabel toont de uitgezonden afleveringen en het gemiddelde aantal kijkers per seizoen. De best bekeken aflevering is De sympathiekste uit seizoen 6 met 2.050.000 kijkers. De laatste aflevering van de serie, getiteld De mooiste dag, bereikte 1.697.876 kijkers.
| Seizoen | Eerste uitzending                   | Afleveringen | Aantal | Gemiddeld live-kijkcijfer |
| ------- | ----------------------------------- | ------------ | ------ | ------------------------- |
| 1       | 6 oktober 1990 – 29 december 1990   | 1 – 13       | 13     | 1.091.000                 |
| 2       | 5 oktober 1991 – 28 december 1991   | 14 – 26      | 13     | 1.627.000                 |
| 3       | 10 oktober 1992 – 2 januari 1993    | 27 – 39      | 13     | 1.722.000                 |
| 4       | 2 oktober 1993 – 25 december 1993   | 40 – 52      | 13     | 1.725.000                 |
| 5       | 3 december 1994 – 25 februari 1995  | 53 – 65      | 13     | 1.681.000                 |
| 6       | 2 december 1995 – 24 februari 1996  | 66 – 78      | 13     | 1.794.000                 |
| 7       | 7 december 1996 – 1 maart 1997      | 79 – 91      | 13     | 1.719.000                 |
| 8       | 6 december 1997 – 28 februari 1998  | 92 – 104     | 13     | 1.429.000                 |
| 9       | 28 november 1998 – 20 februari 1999 | 105 – 117    | 13     | 1.197.000                 |
| 10      | 27 november 1999 – 19 februari 2000 | 118 – 130    | 13     | 1.027.000                 |
| 11      | 2 december 2000 – 24 februari 2001  | 131 – 143    | 13     | 1.020.000                 |
| 12      | 8 december 2001 – 2 maart 2002      | 144 – 156    | 13     | 1.141.000                 |
| 13      | 7 december 2002 – 1 maart 2003      | 157 – 169    | 13     | 1.291.000                 |
| 14      | 6 december 2003 – 28 februari 2004  | 170 – 182    | 13     | 1.277.000                 |
| 15      | 4 december 2004 – 26 februari 2005  | 183 – 195    | 13     | 1.300.000                 |
| 16      | 3 december 2005 – 25 februari 2006  | 196 – 208    | 13     | 1.076.000                 |
| 17      | 16 december 2006 – 10 maart 2007    | 209 – 221    | 13     | 1.374.000                 |
| 18      | 15 december 2007 – 8 maart 2008     | 222 – 234    | 13     | 1.376.086                 |
| 19      | 13 december 2008 – 7 maart 2009     | 235 – 247    | 13     | 1.221.026                 |
| 20      | 19 december 2009 – 20 maart 2010    | 248 – 260    | 13     | 1.381.000                 |
| 21      | 4 december 2010 – 26 februari 2011  | 261 – 273    | 13     | 1.372.796                 |

## Regie
Doorheen de jaren zijn de afleveringen verzorgd door negen regisseurs:
- Willy Vanduren (1990–1993)
- Eric Taelman (1992–1995)
- Dirk Corthout (1995)
- Stef Desmyter (1996–1999)
- Etienne Vervoort (1999–2007)
- Anne Ingelbrecht (2006–2007)
- Louis Welters (2007–2008)
- Johan Gevers (2008–2011)
- Ivo Chiang (2009–2011) + Kerstspecial

## Langspeelfilms
In 1993 ontstonden plannen voor een langspeelfilm die een brug moest slaan tussen het vierde en vijfde seizoen van de serie. Het project werd echter voortijdig afgevoerd omdat acteurs Carry Goossens (Oscar) en Walter Michiels (Pico) uit de serie verdwenen. Een nieuwe filmintentie werd aangekondigd in 2008, maar een jaar later opnieuw ingetrokken omdat de acteurs het scenario "Te plat, niet grappig en ordinair" vonden. Door het weigeren van dit filmscenario was de VRT zo gepikeerd dat men uit rancune besloot de stekker uit de populaire comedyserie te trekken.
Enige tijd na afloop van de serie kwam alsnog een langspeelfilm tot stand. Eind 2013 kwam Kampioen zijn blijft plezant in de bioscoopzalen. De film is de 5de meest succesvolste Belgische film. Vanwege het grote succes van de prent, werd er een tweede film gedraaid voor het 25-jarig bestaan van de Kampioenen. De film ging op 28 oktober 2015 in première. Een derde film, F.C. De Kampioenen 3: Forever, kwam uit op 20 december 2017. Op 18 december 2019 ging de vierde film F.C. De Kampioenen 4: Viva Boma! in première. Begin 2020 bereikte de film reeds meer dan 500.000 bezoekers, meer dan alle Vlaamse films samen in 2019.

## Kerstspecial
Op 25 december 2020 zond Eén een kerstspecial van F.C. De Kampioenen uit. De special is een hommage aan Johny Voners, die in 2020 overleed, en zijn personage Xavier. De aflevering duurde anderhalf uur en kwam in de plaats van de geschrapte nieuwe reeks ter ere van de dertigste verjaardag van de reeks. Rob Teuwen maakt in deze special een comeback als Billie Coppens. Na 28 jaar horen we ook Marijke, vertolkt door Greet Rouffaer, terug als dj van Radio Hallo. In de kerstspecial worden ook beelden getoond van de voorbije 30 jaar F.C. De Kampioenen.
De kerstspecial haalde het kijkcijferrecord van 2020 binnen met 2.283.418 kijkers (met uitgesteld: 2.382.942 kijkers). Het werd zo het meest bekeken niet-sportgerelateerde programma aller tijden.

### Verhaal
Zes maanden na het overlijden van Xavier Waterslaeghers houdt de rest van F.C. De Kampioenen een kerstfeest in het café. Carmen heeft geen zin om naar het feest te gaan tot ze zich bedenkt door een postuum verstuurde brief van Xavier. Fernand en DDT zijn ook uitgenodigd, maar zijn te gierig om te betalen voor eten en kerstcadeaus en bedriegen Marc om zo, met geld van het nieuw opgerichte Xavier Waterslaeghers Fonds, te kunnen gaan eten. Iedereen moest een cadeau kopen voor iemand anders. Als cadeau voor Doortje heeft Pol haar zoon Billie uitgenodigd. Het blijkt dat Billie al die jaren in Amerika heeft gewoond. Carmen wordt als cadeau gevraagd meter te worden van de zoon van Ronald en Niki, die ze naar Xavier willen noemen.

## 10 jaar Kampioen
Naar aanleiding van het tienjarig bestaan van de reeks zond TV1 een huldeprogramma uit. Het programma werd elke dinsdag van 31 augustus tot en met 26 oktober 1999 om 20.25u uitgezonden op TV1. Een aflevering duurde gemiddeld 40 minuten. Ben Crabbé ontving daarin wekelijks een van de acht hoofdacteurs voor een gesprek. Opvallend was dat de VRT had gekozen om Carry Goossens (Oscar Crucke) en Jacques Vermeire (Dimitri De Tremmerie) niet uit te nodigen, aangezien zij de overstap maakten naar de commerciële zender VTM. Walter Michiels (Pico Coppens) was wel te zien, in de aflevering waarin Johny Voners te gast was.
Elke acteur koos ook zijn of haar favoriete aflevering, die op het einde van de uitzending werd heruitgezonden. Er werden ook filmpjes en interviews met fans getoond. Copresentatrice Sabine De Vos zocht iedere week een van de acteurs op een onverwacht moment op. Verder waren er ook prijsvragen, live optredens en nog veel meer.
In de eerste aflevering werd er algemene informatie meegegeven over de reeks, maar was er nog geen acteur te gast. De aflevering van die week werd gekozen door de luisteraars van Radio Donna.
| Aflevering | Uitzenddatum      | Gast                                        | Favoriete aflevering   |
| ---------- | ----------------- | ------------------------------------------- | ---------------------- |
| 1          | 31 augustus 1999  | n.v.t.                                      | Weekend aan Zee        |
| 2          | 7 september 1999  | Marijn Devalck (Balthasar Boma)             | De Optimist            |
| 3          | 14 september 1999 | Danni Heylen (Pascale De Backer)            | FC Championettes       |
| 4          | 21 september 1999 | Ann Tuts (Doortje Van Hoeck)                | Doortje Waterslaeghers |
| 5          | 28 september 1999 | Ben Rottiers (Pol De Tremmerie)             | Boma's List            |
| 6          | 5 oktober 1999    | Johny Voners (Xavier Waterslaeghers)        | Blauwhelmen            |
| 7          | 12 oktober 1999   | An Swartenbroekx (Bieke Crucke)             | Liefdesverdriet        |
| 8          | 19 oktober 1999   | Herman Verbruggen (Marc Vertongen)          | Marc Macho             |
| 9          | 26 oktober 1999   | Loes Van den Heuvel (Carmen Waterslaeghers) | Tango d'Amore          |

## 25 jaar Kampioen
Naar aanleiding van de vijfentwintigste verjaardag van de eerste aflevering stond Van Gils & gasten op 15 oktober 2015 volledig in het teken van F.C. De Kampioenen. Het praatprogramma werd voor de gelegenheid omgedoopt in Van Gils & De Kampioenen. Lieven Van Gils ontving de acteurs uit de serie aan zijn tafel om terug te blikken op 21 seizoenen en een langspeelfilm, met een tweede langspeelfilm op komst. Daarnaast waren ook superfans Guga Baúl en Niels Destadsbader te gast en stelden The Championettes hun nieuwe single voor.

## DocumentaireVoor altijd Kampioen
In september 2021 liep er een vierdelige documentairereeks over de serie onder de naam Voor altijd Kampioen. In de documentaire praten regisseurs, schrijvers, acteurs ... over het ontstaan van De Kampioenen en het verloop van de serie. Naast de hoofdrolspelers praten ook bekende nevenpersonages over hun rol in F.C. De Kampioenen, zoals Ron Cornet als Kolonel Vandesijpe, Greet Rouffaer als Marijke, Kadèr Gürbüz als dokter Helga Botermans en Myriam Mulder als Minou. De eerste aflevering haalde 637.640 kijkers. 
Elke aflevering eindigde met een korte toespeling van superfans Guga Baúl en Wesley Sonck.
| Aflevering | Kijkcijfers | Te zien op de tv naast vaste cast |
| ---------- | ----------- | --- |
| 1          | 637.640     | Greet Rouffaer (Marijke), Ron Cornet (Kolonel Vandesijpe), Kadèr Gürbüz (Helga Botermans), Carry Goossens (Oscar Crucke), Jacques Vermeire (Dimitri De Tremmerie), Marc Peeters, Isabel Leybaert (Pia Maria), Daan Hugaert (Seppe), Martine Jonckheere (Chantal De Graaf) |
| 2          | 453.780     | Myriam Mulder (Minou), Jacques Vermeire (Dimitri De Tremmerie), Carry Goossens (Oscar Crucke) |
| 3          | 378.802     | Leah Thys (Madeleine De Backer), Jakob Beks (Bernard Theofiel Waterslaeghers), Carry Goossens (Oscar Crucke), Jacques Vermeire (Dimitri De Tremmerie) |
| 4          | 570.971     | Greet Rouffaer (Marijke), Ron Cornet (Kolonel Vandesijpe), Kadèr Gürbüz (Helga Botermans), Carry Goossens (Oscar Crucke), Jacques Vermeire (Dimitri De Tremmerie), Leah Thys (Madeleine De Backer), Myriam Mulder (Minou), Jakob Beks (Bernard Theofiel Waterslaeghers), Isabel Leybaert (Pia Maria), Daan Hugaert (Seppe), Vera Puts (Truus Pinckers), Katrien De Becker (Brenda/Sandrine), Martine Jonckheere (Chantal De Graaf) |

## Prijzen en nominaties
F.C. De Kampioenen won meerdere prijzen. Hieronder een (onvolledig) overzicht:
1992
- Gouden Oog 1991 in de categorie Beste fictie
- Gouden Oog 1991 in de categorie Beste acteur (Jacques Vermeire voor zijn rol als DDT)

1993
- Gouden Oog 1992 in de categorie Vlaamse fictie (opvolger Beste fictie)
- Gouden Oog 1992 in de categorie Beste actrice (Loes Van den Heuvel voor haar rol als Carmen)
- Gouden Oog 1992 in de categorie Beste acteur (Jacques Vermeire voor zijn rol als DDT)

1994
- Gouden Oog 1993 in de categorie Vlaamse fictie
- Gouden Oog 1993 in de categorie Beste actrice (Loes Van den Heuvel voor haar rol als Carmen)

1995
- Gouden Oog 1994 in de categorie Vlaamse komedie (Vlaamse fictie werd opgesplitst in drama en komedie)
- Gouden Oog 1994 in de categorie Beste actrice (Loes Van den Heuvel voor haar rol als Carmen)

1996
- Gouden Oog 1995 in de categorie Vlaamse komedie
- Gouden Oog 1995 in de categorie Beste actrice (Loes Van den Heuvel voor haar rol als Carmen)

1997
- Gouden Oog 1996 in de categorie Vlaamse komedie
- Gouden Oog 1996 in de categorie Beste acteur (Jacques Vermeire voor zijn rol als DDT)

1998
- Gouden Oog 1997 in de categorie Vlaamse komedie

2006
- Prijs voor het collectief geheugen van TeVe-Blad

2007
- BVN-bokaal van de kijker voor Beste programma
- Telenet Kids Award in de categorie Beste televisieprogramma

2008
- EIC Award voor succesvolle dvd-verkoop reeks 17

2009
- EIC Award voor succesvolle dvd-verkoop reeks 18

2011
- EIC Award voor succesvolle dvd-verkoop reeks 20

F.C. De Kampioenen werd ook enkele malen genomineerd voor een prijs, die het uiteindelijk niet won. Eveneens een (onvolledig) overzicht:
2008
- nominatie voor Beste programma op de Telenet Kids Awards

2009
- nominatie voor Beste programma op de Telenet Kids Awards

## Exposities en evenementen
Naast een tal van signeersessies en fotomomenten zijn er ook enkele grotere evenementen.

### F.C. De Kampioenen Expo
Na de laatste opnamen van F.C. De Kampioenen werden de decorstukken tentoongesteld. De expositie liep van eind december 2010 tot eind maart 2011 in station Antwerpen-Centraal. Van juli tot begin september 2011 was de expositie onder de naam F.C. De Kampioenen aan zee te zien in het Kursaal Oostende.
Na de expositie werden bijna alle decors van de televisieserie weggegooid omdat ze te hard versleten waren. Van de grote decorstukken is alleen het "Bolleke", het autootje waar Marcske mee rondreed in de serie, behouden gebleven en staat bij Herman Verbruggen thuis in de hal. Ook zijn de kostuums van de acteurs, de juwelen en wat herkenbare spullen bewaard gebleven.

### F.C. De Kampioenen in 3D aan zee
In het Kursaal Oostende liep er in de zomer van 2019 een expo rond de stripreeks van F.C. De Kampioenen. De bezoekers konden er onder meer rondlopen in de decors van de strip.

### Plopsaland
Het café werd nagebouwd in Plopsaland De Panne. In de Plopsashop aan de ingang is er ook een F.C. De Kampioenen-gedeelte.

### Zoektochten
Er werden zoektochten georganiseerd in Kortrijk, Poperinge en De Haan.

### Zandsculpturenfestival
In de zomer van 2021 kregen de Kampioenen een eerbetoon in zand op een terrein van meer dan 5.000 m².

## Vaste locaties
- Café "De Kampioen" (uitgebaat door Pascale, tot 1993 samen met Oscar) met de bijhorende toiletten en kleedkamers, gelegen aan Veldweg 12
- Huis van Pascale en Maurice (voorheen ook bewoond door Pol, Doortje, Billie, Marc, Bieke en Oscar)
- Voetbalveld
- Villa van Boma, Goedele en Ronald (Carmen en Doortje werken hier), gelegen aan Konijnenweg 69
- Loft van Marc, Bieke en Paulien (voorheen bewoond door Pol en Doortje) boven de antiekzaak van Fernand. Tijdelijk bewoond door Ronald Decocq.
- Huis van Pol en Doortje
- Huis van Xavier en Carmen
- Krantenwinkel "Bij Xavier" van Carmen (1996 tot 2002)
- Antiekzaak van Fernand, gelegen op de Veldweg 21 (voorheen garage van DDT (1990 tot 1998) en restaurant "Bij Mij" van BTW (1998 tot 2000)
- Slaapkamer van Fernand
- Radiostudio Radio Hallo (Marc werkt hier)
- Gemeentehuis (Marc, Maurice, Agnes en de burgemeester werken hier)
- Appartement van Doortje, Pico en Billie, nadien van Doortje, Pol en Billie (1990 tot 1996)
- Appartement van Doortje, Pol en Billie (2002 tot 2009)
- Legerkazerne waar Xavier werkt

## De Kampioenen buiten Vlaanderen
- In 1994 kwam een Nederlandse versie van de serie op het scherm onder de naam De Victorie. Het werd geen succes en er werden maar 13 afleveringen van gemaakt.[25] In 1993, tijdens de eerste aflevering van Mark Uytterhoevens talkshow Morgen Maandag, dreef Uytterhoeven de spot met het toenmalige plan van omroepvereniging VARA om deze Nederlandse versie te maken van de populaire Vlaamse sitcom. Uytterhoeven noemde de Nederlandse versie een grove onderschatting van de acteerkunst van de oorspronkelijke acteurs en toonde toen een filmpje waarin Loes Van den Heuvel, Jacques Vermeire, Johny Voners, Marijn Devalck en Carry Goossens als hun personages Amsterdams spraken. Dit filmpje werd klassiek en is talloze malen herhaald in archiefprogramma's.
- Van de serie bestaat een remake in Portugal onder de titel Clube dos Campeões.
- In Wallonië is er een remake gemaakt onder de naam Vestiaires.[26]
- In Frankrijk is er een gedubde versie uitgezonden van F.C. De Kampioenen.

## James de Musical
De cast van de serie stond centraal tijdens een aflevering van James de musical, die uitgezonden werd op 1 februari 2024. De aflevering had 488.426 kijkers. 
In de zetel bij James namen volgende hoofdpersonages plaats:
- Marijn Devalck (Balthasar Boma)
- Danni Heylen (Pascale De Backer)
- Loes Van den Heuvel (Carmen Waterslaeghers)
- Ann Tuts (Doortje Van Hoeck)
- An Swartenbroekx (Bieke Crucke)
- Herman Verbruggen (Marc Vertongen)
- Ben Rottiers (Pol De Tremmerie)
- Tuur De Weert (Maurice de Praetere)
- Machteld Timmermans (Goedele Decocq)
- Niels Destadsbader (Ronald Decocq)
- Jaak Van Assche (Fernand Costermans)

Carry Goossens (Oscar Crucke) en Ivo Chiang (Chinees met de jerrycan / regisseur S19-S21+kerstspecial) maakte een korte opwachting als gast tijdens de musicals. 
De laatste musical was gewijd aan het overlijden van Johny Voners (Xavier Waterslaeghers), waarbij de zanger Udo een passend lied zong.
Een groot deel van de figuranten waren te zien tijdens de eerste musicalscène. 
Daarnaast waren de volgende personen te zien in de tussenbeelden:
- Leah Thys (Madeleine De Backer)
- Michel de Warzee (Jêrome Dubois)
- Warre Borgmans (Charles en François)
- Luk D'Heu (burgemeester Freddy van Overloop)
- Sandrine André (Willeke)
- Greet Rouffaer (Marijke)
- Ann Esch (Sabine)
- Kadèr Gürbüz (dr. Helga Botermans)
- Steve Beirnaert (dokter, advocaat De Nul)
- Jan Schepens (Stijn Dirckx)
- Anneke Van Hooff (Valerie Appelmans)
- Ophelia Van Keer (Fabiënne Spruyt)
- René Swartenbroekx, Frank Van Laecke & Bart Cooreman (scenaristen)
- Hec Leemans (striptekenaar)
- Rudy Nuyens & Tom Janssens (figuranten)

## Trivia
- Het veld waar de buitenopnamen van de reeks plaatsvonden, lag in Emblem, een deelgemeente van Ranst. Voor het laatste seizoen van de serie werd gebruikgemaakt van het voetbalveld van Stormvogels Haasrode. Het veld aan café Stinne in Meldert (Oost-Vlaanderen) deed dienst als locatie van het voetbalplein in de films. De eerste locatie, het veld in Emblem, werd verkocht en er is inmiddels een golfterrein aangelegd. De nieuwe eigenaar beloofde zo veel mogelijk de sfeer en het interieur van het decor in de serie te behouden.
- In 1998 hebben de Kampioenen een gastrol gespeeld in een videoclip van Samson & Gert, genaamd Wij willen voetballen. De kleuren van de voetbalclub uit Samson & Gert zijn rood en groen, maar omdat F.C. De Kampioenen al geel en groen gebruikten, werden de kleuren veranderd in rood en zwart. De enige bekende uit de serie die men zag in de videoclip was Pol, voor het overige waren het allemaal figuranten. Daarnaast was Carmen Waterslaeghers in 1992 te zien in de aflevering als de werkvrouw van Samson en Gert.
- De vier vrouwelijke hoofdrolspeelsters (Pascale, Carmen, Doortje en Bieke) vormden gedurende een korte periode de meidengroep The Championettes.[28] Ze toerden door Vlaanderen en namen een paar plaatjes op.
- In aflevering 1 van seizoen 6 hebben RSC Anderlecht-spelers John Bosman, Marc Emmers, Yaw Preko, Bruno Versavel, Danny Boffin en Philip Haagdoren en toenmalig voorzitter Constant Vanden Stock een cameo en zijn te zien in de middencirkel van het Constant Vanden Stockstadion.
- Sommige rollen en gastrollen werden al door verschillende acteurs of actrices gespeeld. Zo namen Denise Daems en Leah Thys de rol van Madeleine De Backer voor hun rekening en speelden Laurent Roose en Rob Teuwen allebei Billie Coppens.
- Sommige acteurs die later een vaste rol kregen, doken eerder al eens op in de reeks als een ander personage: Jakob Beks, BTW tussen 1998 en 2000, verscheen al eens in reeks 5 als Mike, een vriend van DDT. Tuur De Weert, sinds 2003 te zien als Maurice de Praetere, verscheen voordien ook al twee keer. Eerst speelde hij een inspecteur van de post die DDT betrapte op schending van briefgeheim in reeks 8. Nadien speelde hij een collega-duivenmelker van Fernand in reeks 12.
- Greet Rouffaer kreeg in 1993 de vraag om zich bij de vaste cast van F.C. De Kampioenen te voegen. De rol van journaliste Marijke, die Rouffaer tot dan toe in vijf afleveringen had vertolkt, zou worden uitgebreid. Rond diezelfde tijd kreeg ze echter ook een vaste rol in de soapserie Wittekerke aangeboden en ze koos voor die laatste.[29]
- Carmino D'haene (scenarist sinds 2009) en Niels Destadsbader (vanaf 2010 te zien als Ronald Decocq) waren beide als kind reeds fan van F.C. De Kampioenen. De twee jonge West-Vlamingen slaagden erin zelf mee te werken aan de reeks.
- In de strip Tournée Zénérale zegt Marc Vertongen dat hij geen tweelingbroer heeft, wat hij in de reeks wel heeft: Bart Vertongen. Hij dook één keer op in de serie.
- F.C. De Kampioenen is na De Kotmadam de langstlopende sitcom in België met in totaal 21 seizoenen.
- Er waren oorspronkelijk slechts drie seizoenen gepland.
- In de strips wordt Marc met een k geschreven, terwijl het in de serie met een c is. In zijn trouwring staat Marc in de televisiereeks echter ook, foutief, met een k.
- De beginmelodie van F.C. De Kampioenen vertoont sterke gelijkenissen met het Libische nationale volkslied Libië, Libië, Libië en met het liedje Mondiale van Rocco Granata.[30]
- Eddy Lipstick nam in 1996 een pornoparodie op, F.C. De Kapoenen. Het was de meest succesvolle Vlaamse pornofilm aller tijden.[31] De namen van de personages werden licht aangepast, zo heette Carmen Carmelleke en werd Doortje Clitoortje. In 2014 kwam er een sequel.[32]
- In aflevering 1 van seizoen 21 blikt Xavier in een fotoboek terug op een wedstrijd uit 1995. Hij zegt dat hij toen heel goed gekeept had. Echter was hij in die periode niet de keeper maar de trainer van de ploeg.
- In aflevering 12 van seizoen 4 worden de Kampioenen uitgenodigd om een match te spelen tegen de 'Nottingham Hotspurs'. De naam van deze ploeg komt voort uit Nottingham Forest FC en Tottenham Hotspur FC, die tegenover elkaar stonden in de Engelse bekerfinale van 1991.
- Een drie minuten durende en dus lange versie van het introlied, het Kampioenenlied geproduceerd door Guido Van Hellemont, werd uitgebracht als single in 1990.[33]
- Enkele seizoenen van de reeks zijn sinds 2004 verkrijgbaar op dvd. Vanaf 2011 werden ook verschillende boxsets uitgebracht, met in 2019 een boxset waarin alle seizoenen en de 3 films werden opgenomen. De reeks is ook volledig te bekijken op het Vlaamse streamingplatform Streamz.
- In 2020 werd een speciale editie van Monopoly uitgebracht dat in het teken staat van F.C. De Kampioenen. Tevens werden er ook F.C. De Kampioenen-edities ontwikkeld van onder andere Mens erger je niet! & Wie is het?.
- Enkele keren wordt verwezen naar Marino Falco, het artiestenbestaan van Marijn Devalck. In de aflevering Vrolijke Vrienden verkoopt Fernand bijvoorbeeld platen van Falco en in De Bende van Boma verwijzen ze naar Devalcks ongeval waarbij hij in de prikkeldraad eindigde.

## Tijdelijk verwijderde afleveringen
Vanaf circa 2020 besloot de VRT om meerdere afleveringen niet meer uit te zenden in de herhalingen van F.C. De Kampioenen op televisie en van de streamingdienst VRT MAX te verwijderen. Dit omdat de afleveringen niet meer in de tijdgeest zouden passen of omdat er gastacteurs in meedoen die veroordeeld zijn voor zedenfeiten. Na een petitie en vele reacties van de cast en fans, besloot de VRT om de eerste groep van die afleveringen weer op VRT MAX te zetten met een disclaimer die wijst op de gewijzigde standaarden. De afleveringen met voor zedenfeiten veroordeelde acteurs bleven weg van het platform.
| Aflevering              | Seizoen | Nummer | Reden voor verwijdering |
| ----------------------- | ------- | ------ | --- |
| Verliefd                | 2       | 26     | Bieke, als reactie op haar moeder die informeert naar haar nieuwe vriend: "Ik ga om met wie ik wil. Ook al is het een zwarte". Oscar vult aan: "Welja, een neger" nadat Pascale schrikt en vraagt "Een zwarte?".                                                                           |
| Rode vlekjes            | 4       | 43     | Aanwezigheid van gastacteur David Verbeeck, die veroordeeld werd voor kinderporno en aanzetten tot Jodenhaat. (Nog verwijderd) |
| Blauwhelmen             | 6       | 69     | "Xavier gaat vechten bij de bosnegers in Joegoslavië”, aldus Carmen over Xavier die volgens haar als blauwhelm is opgeroepen. |
| Bij Xavier              | 6       | 72     | DDT al grappend tegen een arbeidsinspecteur: "Ik werk met kleine negertjes, geïmporteerd uit Congo." |
| Prijs                   | 6       | 73     | Bevat een scène waarin Boma bijzonder opdringerige avances maakt tegen Bieke, die hiervan niet gediend is. |
| Sinterklaas Kampioentje | 7       | 79     | Xavier speelt Zwarte Piet (zie over de algemene controverse rond Zwarte Piet meer hier: Zwartepietendebat). |
| Zwarte liefde           | 7       | 87     | "Pol bedriegt Doortje met een negerin", aldus Carmen. |
| Roger                   | 8       | 96     | "We zijn hier niet in de brousse, hoewel er beneden een bosaap werkt", aldus Pol. |
| Vuil spel               | 12      | 146    | Fernand toont een foto van een wit en een zwart kindje, en zegt dat het witte kind zwart is geworden door vergiftiging. |
| De enquête              | 12      | 152    | Guy Van Sande speelt een yogaleraar, gevangenisstraf wegens kinderporno. (Nog verwijderd) |
| Kamer te huur           | 13      | 158    | Dieudonné huurt een kamer bij Pascale. |
| Nennieuwennoed          | 13      | 161    | De Kampioenen zingen Driekoningen: Markske (Herman Verbruggen) schminkt zich zwart. Hij speelt immers de zwarte koning. De situatie neigt naar blackface. Gastrol van acteur Walter Quartier, werd veroordeeld tot vier jaar effectief voor aanranding van zijn dochters. (Nog verwijderd) |
| Kopzorgen               | 16      | 196    | Bevat meerdere momenten waarop een stereotiep beeld wordt geschetst van homo’s. |
| Spaghetti Championaise  | 17      | 211    | Aanwezigheid van gastacteur Jan Van Hecke, die veroordeeld werd voor bezit en verspreiding van kinderporno. (Nog verwijderd) |
| Dierbaar vaderland      | 18      | 230    | Boma zegt dat zijn koffie "precies negerzweet" is. |
| Hakuna matata           | 19      | 244    | Boma zegt tegen het Plan Internationalkind van Pol, dat ze zijn worsten niet moet pellen, "zoals de bananen in Afrika". |
| Home Sweet home         | 20      | 248    | Gastrol van acteur Walter Quartier, werd veroordeeld tot vier jaar effectief voor aanranding van zijn dochters. (Nog verwijderd) |
| Bella Afrika            | 20      | 254    | Men maakt er gewag van dat men in Afrika op een strorokje na naakt rondloopt. |
| Wodka                   | 21      | 272    | Aanwezigheid van gastacteur Jan Van Hecke, die veroordeeld werd voor bezit en verspreiding van kinderporno. (Nog verwijderd) |